# Porte de Champerret
De Porte de Champerret is een toegangspunt (Porte) tot de stad Parijs, en is gelegen in het noordwestelijke 17e arrondissement aan de Boulevard Périphérique.
Vanuit de Porte de Champerret vertrekt oude de nationale weg RN308 naar Poissy.
Bij de Porte de Champerret is het gelijknamige metrostation Porte de Champerret aanwezig, die onderdeel is van de Parijse metrolijn 3.